# Zelfbinder

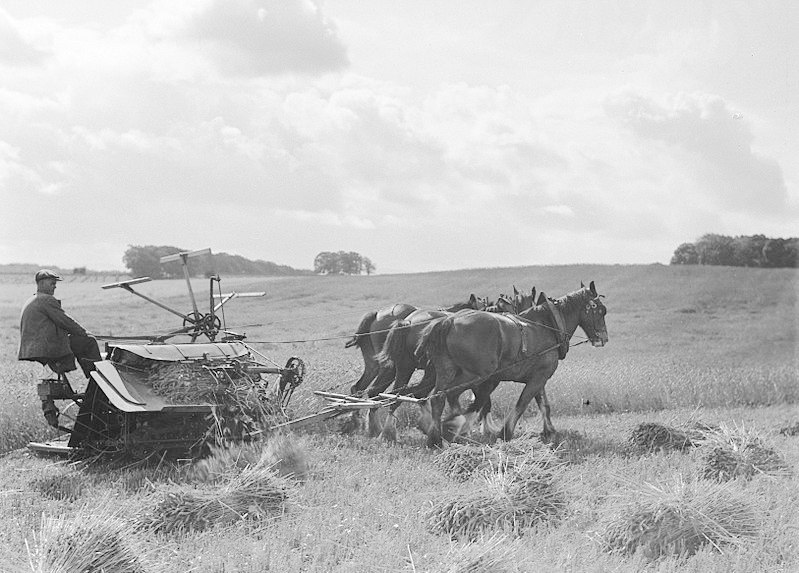
Zelfbinder, jaren 30. Zie ook de gebonden schoven.

Een zelfbinder is een landbouwwerktuig voor het maaien van graan, een verdere ontwikkeling van de zwadmaaier. De zelfbinder maait het graan, verzamelt het tot bossen en bindt er een touw omheen tot een schoof (of garf). De opvolger van de zelfbinder is de maaidorser die in één gang zowel maait, dorst, schoont en soms ook het stro versnippert of tot balen bindt.
Andere benamingen voor dit landbouwwerktuig zijn maaibinder, driehoeksbinder, paardebinder (wanneer getrokken door een paard) en trekkerbinder (wanneer getrokken door een tractor).

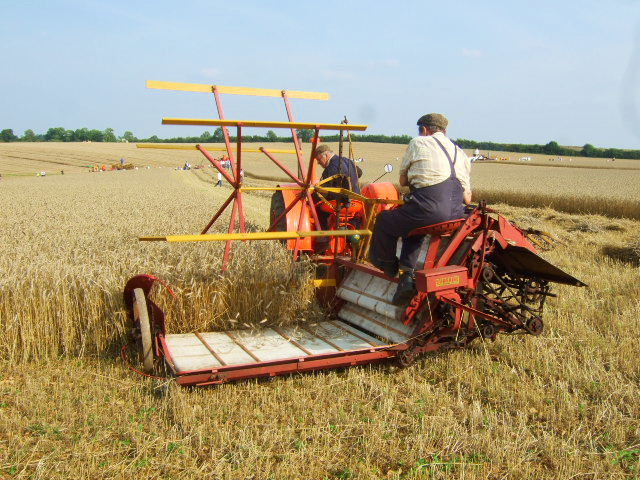
Zelfbinder
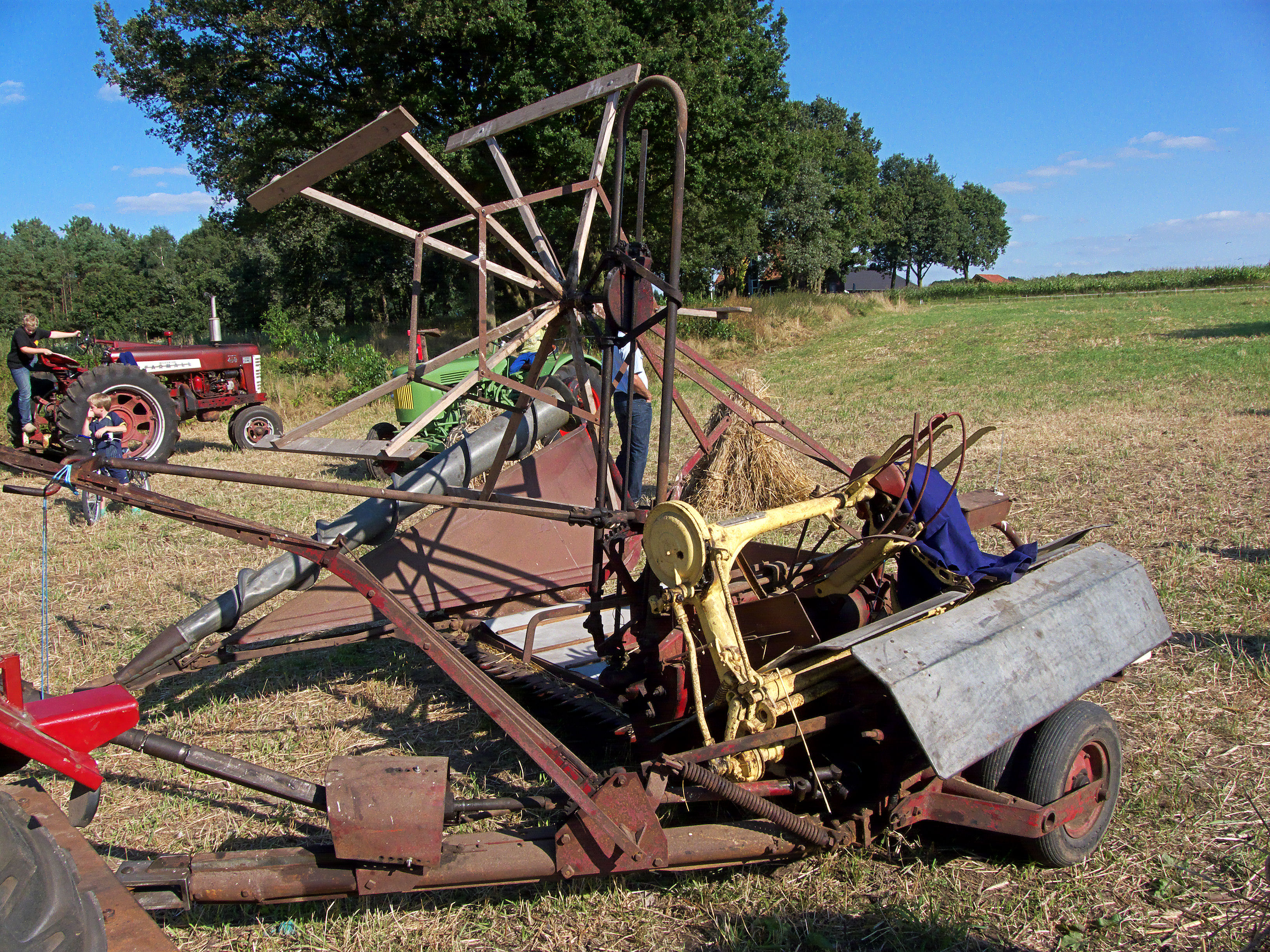
Zelfbinder met op de achtergrond een garf
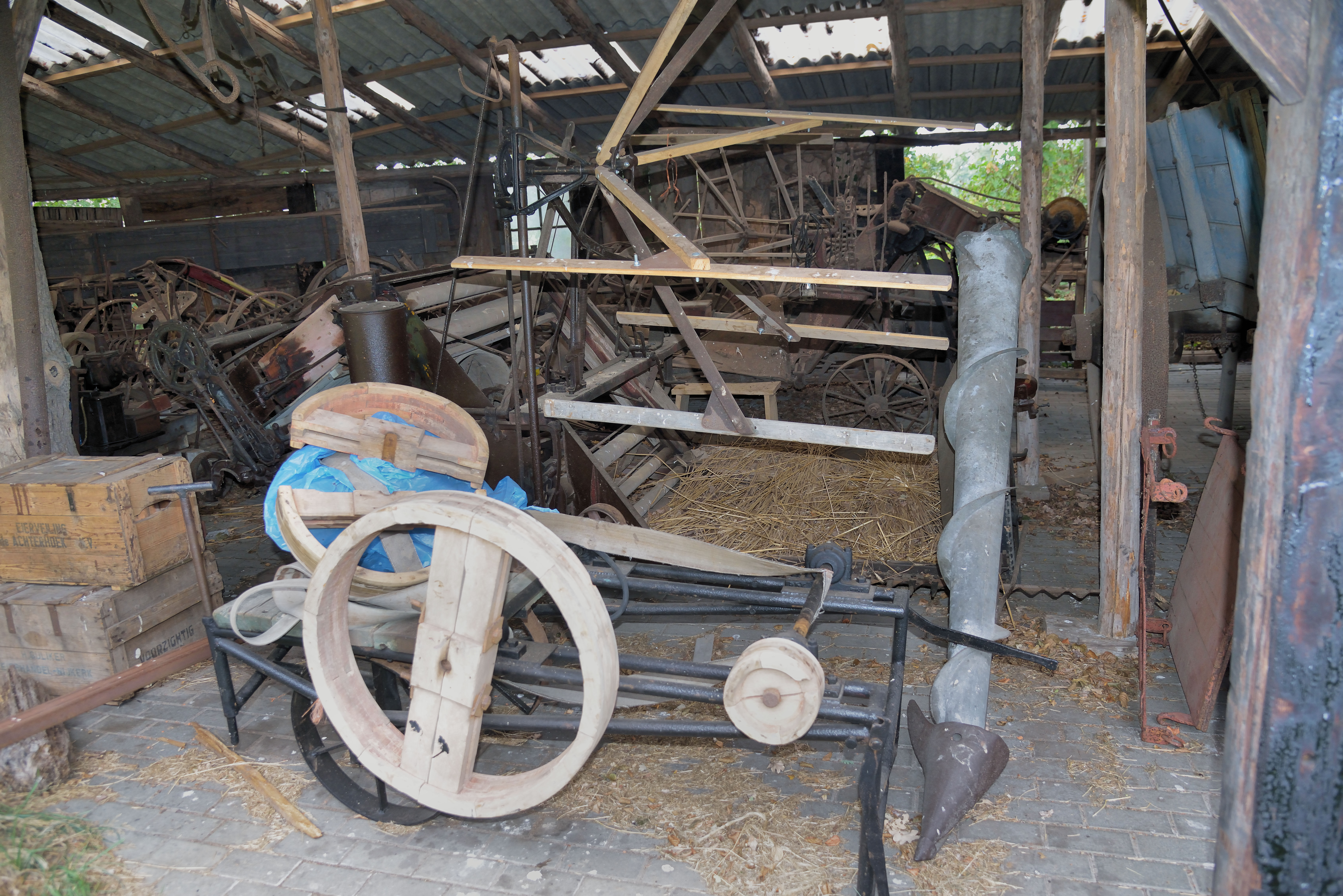
Zelfbinder in Openlicht museum Erve Kots
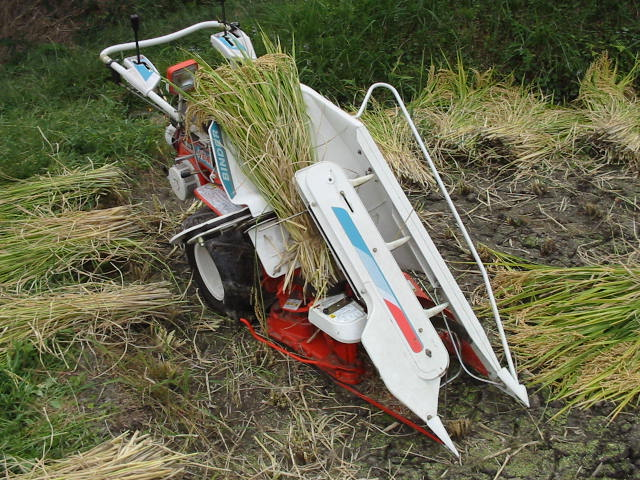
Moderne Japanse zelfbinder